# Inge Dekker
Inge Dekker (Assen, 18 augustus 1985) is een Nederlandse voormalig professioneel zwemster. Ze vertegenwoordigde haar vaderland op de Olympische Zomerspelen in 2004 in Athene, in 2008 in Peking, in 2012 in Londen en in 2016 in Rio de Janeiro. Ze was aangesloten bij LZ&PC De Haaien (Leusden), HZ&PC Heerenveen en DZ&PC (Drachten), Topzwemmen West Nederland (Dordrecht) en het Nationaal Zweminstituut Eindhoven.

## Carrière
Bij haar internationale debuut, op de Europese kampioenschappen kortebaanzwemmen 2001 in Antwerpen, eindigde Dekker als vierde op de 50 meter vlinderslag. Op de 4x50 meter wisselslag zwom ze enkel in de series. 
In Moskou nam de Nederlandse deel aan de wereldkampioenschappen kortebaanzwemmen 2002, op dit toernooi werd ze uitgeschakeld in de halve finales van de 50 meter vlinderslag en in de series van de 100 meter vlinderslag. Op de Europese kampioenschappen kortebaanzwemmen 2002 in Riesa strandde Dekker in de halve finales van zowel de 50 als de 100 meter vlinderslag, op de 4x50 meter vrije slag en de 4x50 meter wisselslag kwam ze enkel in de series in actie. 
Tijdens de wereldkampioenschappen zwemmen 2003 in Barcelona werd de Nederlandse uitgeschakeld in de halve finales van de 100 meter vlinderslag. In Dublin nam Dekker deel aan de Europese kampioenschappen kortebaanzwemmen 2003, op dit toernooi eindigde de ze als achtste op de 100 meter vlinderslag en strandde ze in de series van de 50 meter vlinderslag. 
Op de Europese kampioenschappen zwemmen 2004 in Madrid werd de Nederlandse uitgeschakeld in de halve finales van de 50 meter vlinderslag en in de series van de 100 meter vlinderslag, op de 4x100 meter vrije slag sleepte ze samen met Chantal Groot, Annabel Kosten en Marleen Veldhuis de zilveren medaille in de wacht. Op de 4x100 meter wisselslag vormde ze samen met Stefanie Luiken, Madelon Baans en Chantal Groot een team in de series, in de finale legden Luiken, Baans en Groot samen met Marleen Veldhuis beslag op de bronzen medaille. Tijdens de Olympische Zomerspelen van 2004 in Athene veroverde Dekker samen met Chantal Groot, Marleen Veldhuis en Inge de Bruijn de bronzen medaille op de 4x100 meter vrije slag. Op de Europese kampioenschappen kortebaanzwemmen 2004 in Wenen eindigde de Nederlandse als vierde op de 100 meter vlinderslag en als zesde op de 50 meter vlinderslag, op de 200 meter vlinderslag strandde ze in de series. Samen met Hinkelien Schreuder, Chantal Groot en Marleen Veldhuis veroverde ze de Europese titel op de 4x50 meter vrije slag, op de 4x50 meter wisselslag sleepte ze samen met Schreuder, Veldhuis en Moniek Nijhuis de Europese titel in de wacht.

### 2005-2008
Tijdens de wereldkampioenschappen zwemmen 2005 in Montreal eindigde Dekker als zesde op de 100 meter vlinderslag en als zevende op de 50 meter vlinderslag, op de 4x100 meter vrije slag eindigde ze samen met Hinkelien Schreuder, Chantal Groot en Marleen Veldhuis op de vierde plaats. Samen met Femke Heemskerk, Haike van Stralen en Celina Lemmen werd ze uitgeschakeld in de series van de 4x200 meter vrije slag, op de 4x100 meter wisselslag strandde ze samen met Hinkelien Schreuder, Madelon Baans en Chantal Groot in de series. In Triëst nam de Nederlandse deel aan de Europese kampioenschappen kortebaanzwemmen 2005, op dit toernooi veroverde ze de zilveren medaille op de 50 meter vlinderslag en eindigde ze als vijfde op de 100 meter vlinderslag. Samen met Hinkelien Schreuder, Chantal Groot en Marleen Veldhuis sleepte ze de Europese titel in de wacht op de 4x50 meter vrije slag, op de 4x50 meter wisselslag legde ze samen met Hinkelien Schreuder, Moniek Nijhuis en Marleen Veldhuis beslag op de Europese titel. 
Op de wereldkampioenschappen kortebaanzwemmen 2006 in Shanghai eindigde Dekker als vierde op de 50 meter vlinderslag en als zevende op de 100 meter vlinderslag, samen met Hinkelien Schreuder, Chantal Groot en Marleen Veldhuis veroverde ze de gouden medaille op de 4x100 meter vrije slag. Tijdens de Europese kampioenschappen zwemmen 2006 in Boedapest veroverde Dekker de Europese titel op de 100 meter vlinderslag. Daarnaast eindigde ze als vierde op de 50 meter vlinderslag, als zevende op de 50 meter vrije slag en als achtste op de 100 meter vrije slag. Op de 4x100 meter vrije slag sleepte ze samen met Ranomi Kromowidjojo, Chantal Groot en Marleen Veldhuis de zilveren medaille in de wacht, samen met Hinkelien Schreuder, Moniek Nijhuis en Marleen Veldhuis eindigde ze als vijfde op de 4x100 meter wisselslag. In Helsinki nam de Nederlandse deel aan de Europese kampioenschappen kortebaanzwemmen 2006, op dit toernooi legde ze beslag op de zilveren medaille op zowel de 50 als de 100 meter vlinderslag en eindigde ze als achtste op de 200 meter vlinderslag. Op de 4x50 meter vrije slag veroverde ze samen met Saskia de Jonge, Chantal Groot en Marleen Veldhuis de zilveren medaille. 
Op de wereldkampioenschappen zwemmen 2007 in Melbourne sleepte Dekker de bronzen medaille in de wacht op de 50 meter vlinderslag en eindigde ze als vierde op de 100 meter vlinderslag, op de 50 en de 200 meter vrije slag werd ze uitgeschakeld in de halve finales. Samen met Ranomi Kromowidjojo, Femke Heemskerk en Marleen Veldhuis legde ze beslag op de bronzen medaille op de 4x100 meter vrije slag, op de 4x200 meter vrije slag eindigde ze samen met Manon van Rooijen, Femke Heemskerk en Linda Bank op de achtste plaats. Tijdens de Europese kampioenschappen kortebaanzwemmen 2007 veroverde de Nederlandse de gouden medaille op de 100 meter vlinderslag en de zilveren medaille op de 50 meter vlinderslag, samen met Hinkelien Schreuder, Ranomi Kromowidjojo en Marleen Veldhuis pakte ze de Europese titel op de 4x50 meter vrije slag. 
In Eindhoven nam Dekker deel aan de Europese kampioenschappen zwemmen 2008, op dit toernooi legde ze beslag op de zilveren medaille op zowel de 50 als de 100 meter vlinderslag en op de bronzen medaille op de 100 meter vrije slag. Op de 4x100 meter vrije slag veroverde ze samen met Ranomi Kromowidjojo, Femke Heemskerk en Marleen Veldhuis de Europese titel op de 4x100 meter vrije slag, op de 4x100 meter wisselslag sleepte ze samen met Hinkelien Schreuder, Jolijn van Valkengoed en Marleen Veldhuis de bronzen medaille in de wacht en op de 4x200 meter vrije slag eindigde ze samen met Kromowidjojo, Heemskerk en Veldhuis op de vierde plaats. Op de wereldkampioenschappen kortebaanzwemmen 2008 in Manchester legde ze beslag op de bronzen medaille op de 50 meter vlinderslag, op de 4x100 meter vrije slag veroverde ze samen met Hinkelien Schreuder, Femke Heemskerk en Marleen Veldhuis de wereldtitel. Samen met Femke Heemskerk, Marleen Veldhuis en Ranomi Kromowidjojo sleepte ze de wereldtitel in de wacht op de 4x200 meter vrije slag, op de 4x100 meter wisselslag eindigde ze samen met Hinkelien Schreuder, Jolijn van Valkengoed en Marleen Veldhuis op de vierde plaats. Tijdens de Olympische Spelen van 2008 in Peking vertegenwoordigde Dekker Nederland. Op de 4x100 meter vrije slag won ze met haar teamgenotes Ranomi Kromowidjojo, Femke Heemskerk en Marleen Veldhuis een gouden medaille. Ze finishten in 3.33,76 en waren hiermee 0,57 sneller dan de Amerikaanse estafetteploeg en 1,29 dan Australische estafetteploeg. Individueel eindigde ze als achtste op de 100 meter vlinderslag en strandde ze in de series van de 100 meter vrije slag, op de 4x100 meter wisselslag werd ze samen met Femke Heemskerk, Jolijn van Valkengoed en Ranomi Kromowidjojo uitgeschakeld in de series. In Rijeka nam de Nederlandse deel aan de Europese kampioenschappen kortebaanzwemmen 2008, op dit toernooi strandde ze in de halve finales van de 100 meter vlinderslag. Samen met Hinkelien Schreuder, Ranomi Kromowidjojo en Marleen Veldhuis veroverde ze de Europese titel op de 4x50 meter vrije slag.

### 2009-2016
Tijdens de wereldkampioenschappen zwemmen 2009 in Rome werd Dekker uitgeschakeld in de halve finales van de 200 meter vrije slag, op de 4x100 meter vrije slag veroverde ze samen met Ranomi Kromowidjojo, Femke Heemskerk en Marleen Veldhuis de wereldtitel. Samen met Femke Heemskerk, Lia Dekker en Ranomi Kromowidjojo eindigde ze als vijfde op de 4x100 meter wisselslag, op de 4x200 meter vrije slag strandde ze samen met Saskia de Jonge, Femke Heemskerk en Chantal Groot in de series. Na afloop van het toernooi besloot Dekker om haar coach Jacco Verhaeren in te ruilen voor Marcel Wouda. Op de Europese kampioenschappen kortebaanzwemmen 2009 in Istanboel veroverde de Nederlandse de Europese titels op de 100 meter vrije slag en op de 50 en de 100 meter vlinderslag, op de 50 meter vlinderslag moest ze de titel delen met landgenote Hinkelien Schreuder. Samen met Hinkelien Schreuder, Saskia de Jonge en Ranomi Kromowidjojo pakte ze de Europese titel op de 4x50 meter vrije slag, op de 4x50 meter wisselslag legde ze samen met Hinkelien Schreuder, Moniek Nijhuis en Ranomi Kromowidjojo beslag op de Europese titel.

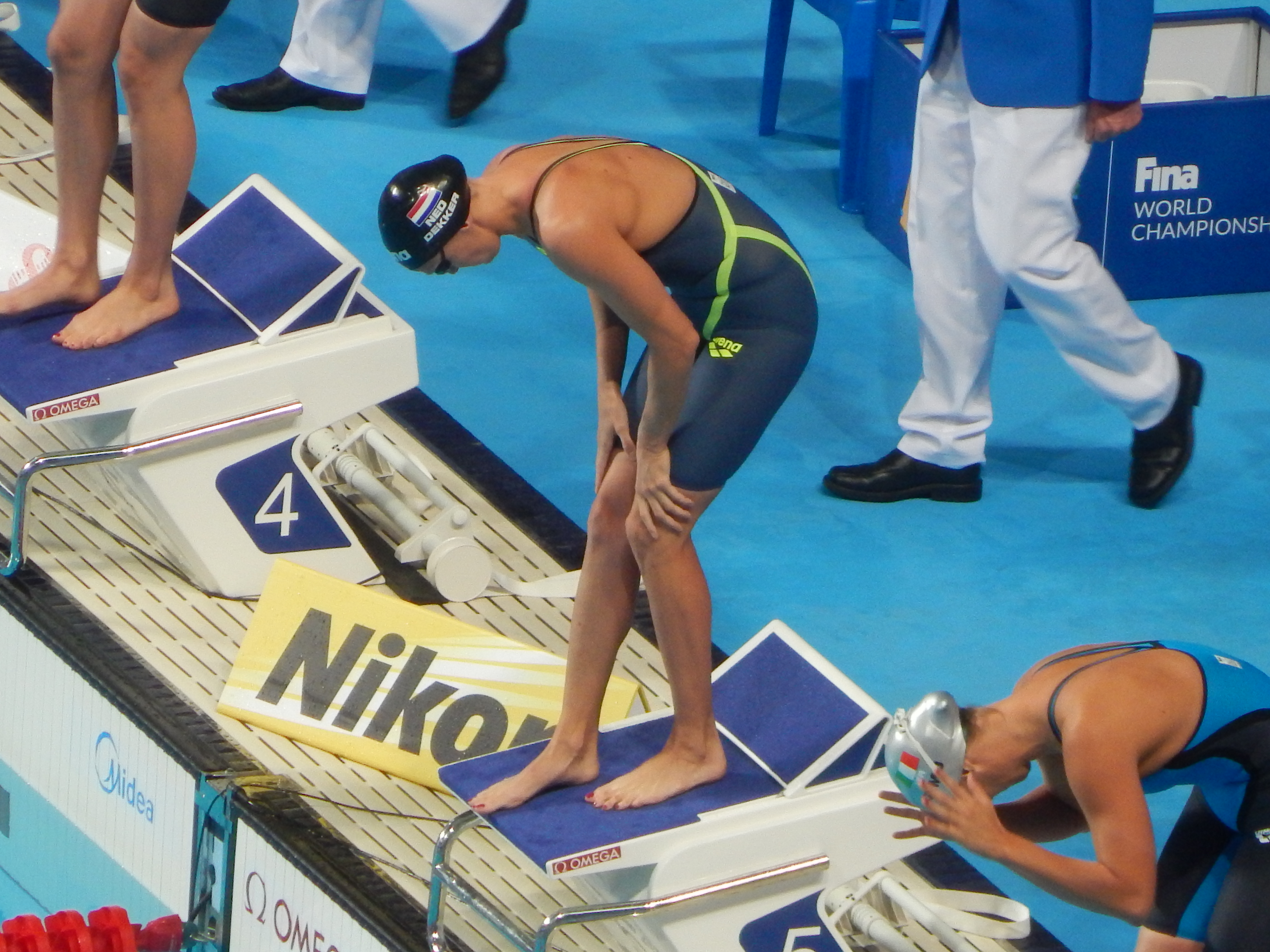
Kazan 2015

Dekker miste de Europese kampioenschappen zwemmen 2010 in Boedapest vanwege een schouderblessure, nadat ze hersteld was verruilde ze coach Marcel Wouda voor de Fransman Romain Barnier. In Eindhoven maakte ze haar rentree tijdens de Europese kampioenschappen kortebaanzwemmen 2010. Op dit toernooi prolongeerde ze haar Europese titels op zowel de 50 als de 100 meter vlinderslag, op de 100 meter vrije slag strandde ze in de series. Samen met Femke Heemskerk, Hinkelien Schreuder en Ranomi Kromowidjojo prolongeerde ze de Europese titel op de 4x50 meter vrije slag, op de 4x50 meter wisselslag wist ze samen met Hinkelien Schreuder, Moniek Nijhuis en Ranomi Kromowidjojo met succes de Europese titel te verdedigen. Tijdens de wereldkampioenschappen kortebaanzwemmen 2010 in Dubai eindigde Dekker als vijfde op de 50 meter vlinderslag en als achtste op de 100 meter vlinderslag, samen met Femke Heemskerk, Hinkelien Schreuder en Ranomi Kromowidjojo veroverde ze de wereldtitel op de 4x100 meter vrije slag.
Op de wereldkampioenschappen zwemmen 2011 in Shanghai prolongeerde Dekker, op de openingsdag, samen met Ranomi Kromowidjojo, Marleen Veldhuis en Femke Heemskerk de wereldtitel op de 4x100 meter vrije slag, diezelfde dag werd ze uitgeschakeld in de halve finales van de 100 meter vlinderslag. Op de 50 meter vlinderslag verraste Dekker door topfavoriete Therese Alshammar achter zich te laten en zo de gouden medaille voor zichzelf op te eisen. Samen met Femke Heemskerk, Moniek Nijhuis en Maud van der Meer strandde ze in de series van de 4x100 meter wisselslag.
Zij kwam in 2012 uit op de Olympische Zomerspelen en behaalde met een tiende plaats de halve finale van de 100 meter vlinderslag. Zij gaf echter deze plaats op om beter te kunnen presteren in de 4x100 m. vrije slag. Met Femke Heemskerk, Marleen Veldhuis en Ranomi Kromowidjojo greep zij echter naast het goud, en moest met een zilveren medaille genoegen nemen. In 2013 ging ze trainen bij Martin Truijens van het Nationaal Zweminstituut in Amsterdam.
Op 17 februari 2016 werd bekendgemaakt dat bij Dekker baarmoederhalskanker was geconstateerd. Half maart 2016 onderging ze een buikoperatie. Ze herstelde volledig en deed alsnog mee aan de Olympische Spelen van Rio de Janeiro, waar ze vierde werd op de estafette 100 m vrije slag. Het zou haar laatste toernooi worden. Op 10 oktober 2016 maakte ze  wereldkundig met onmiddellijke ingang te stoppen als wedstrijdzwemster.

## Privé
Dekker is de oudere zus van voormalig zwemster Lia Dekker, ze is getrouwd en heeft drie kinderen.

## Internationale toernooien
| Jaar | Olympische Spelen                                             | WK langebaan | WK kortebaan                                                                   | EK langebaan | EK kortebaan |
| ---- | ------------------------------------------------------------- | --- | ------------------------------------------------------------------------------ | --- | --- |
| 2001 |                                                               | geen deelname |                                                                                | | 4e 50m vlinderslag · 4x50m wisselslag · Dekker zwom enkel de series                                                                             |
| 2002 |                                                               | | 13e 50m vlinderslag 22e 100m vlinderslag                                       | geen deelname | 11e 50m vlinderslag · 10e 100m vlinderslag · 4e 4x50m vrije slag · Dekker zwom enkel de series · 4x50m wisselslag · Dekker zwom enkel de series |
| 2003 |                                                               | 13e 100m vlinderslag |                                                                                | | serie 50 m vlinderslag · 8e 100m vlinderslag · 4x50m wisselslag · Dekker zwom enkel de series                                                   |
| 2004 | 4x100m vrije slag                                             | | geen deelname                                                                  | 12e 50m vlinderslag · 18e 100m vlinderslag · 4x100m vrije slag · 4x100m wisselslag                                                         | 6e 50m vlinderslag · 4e 100m vlinderslag · 9e 200m vlinderslag · 4x50m vrije slag · 4x50m wisselslag                                            |
| 2005 |                                                               | 7e 50m vlinderslag 6e 100m vlinderslag 4e 4x100m vrije slag 11e 4x200m vrije slag 9e 4x100m wisselslag                     |                                                                                | | 50m vlinderslag · 5e 100m vlinderslag · 4x50m vrije slag · 4x50m wisselslag                                                                     |
| 2006 |                                                               | | 4e 50m vlinderslag · 7e 100m vlinderslag · 4x100m vrije slag                   | 7e 50m vrije slag · 8e 100m vrije slag · 4e 50m vlinderslag · 100m vlinderslag · 4x100m vrije slag · 5e 4x100m wisselslag                  | 50m vlinderslag · 100m vlinderslag · 8e 200m vlinderslag · 4x50m vrije slag                                                                     |
| 2007 |                                                               | 14e 50m vrije slag · 9e 200m vrije slag · 50m vlinderslag · 4e 100m vlinderslag · 4x100m vrije slag · 8e 4x200m vrije slag |                                                                                | | 50m vlinderslag · 100m vlinderslag · 4x50m vrije slag                                                                                           |
| 2008 | 24e 100m vrije slag · 8e 100m vlinderslag · 4x100m vrije slag | | 50m vlinderslag · 4x100m vrije slag · 4x200m vrije slag · 4e 4x100m wisselslag | serie 50m vrije slag · 100m vrije slag · 50m vlinderslag · 100m vlinderslag · 4x100m vrije slag · 4e 4x200m vrije slag · 4x100m wisselslag | serie 100m vrije slag · serie 50m vlinderslag · 9e 100m vlinderslag · 4x50m vrije slag                                                          |
| 2009 |                                                               | 12e 200m vrije slag · 4x100m vrije slag · 10e 4x200m vrije slag · 5e 4x100m wisselslag                                     |                                                                                | | 100m vrije slag · 50m vlinderslag · 100m vlinderslag · 4x50m vrije slag · 4x50m wisselslag                                                      |
| 2010 |                                                               | | 5e 50m vlinderslag · 8e 100m vlinderslag · 4x100m vrije slag                   | geen deelname | 17e 100m vrije slag · 50m vlinderslag · 100m vlinderslag · 4x50m vrije slag · 4x50m wisselslag                                                  |
| 2011 |                                                               | 50m vlinderslag · 13e 100m vlinderslag · 4x100m vrije slag · 11e 4x100m wisselslag                                         |                                                                                | | geen deelname |
| 2012 | 4x100m vrije slag · 6e 4x100 m wisselslag                     | |                                                                                | | |
| 2013 |                                                               | 4x100m vrije slag |                                                                                | | |
| 2014 |                                                               | | 50m vlinderslag · 4x50m vrije slag · 4x100m vrije slag · 4x200m vrije slag     | geen deelname | |
| 2015 |                                                               | 4e 50m vlinderslag |                                                                                | | 4x50m wisselslag · 4x50m vrije slag · 4x50m vrije slag gemengd                                                                                  |
| 2016 | 4e 4x100m vrije slag 16e 50m vrije slag                       | |                                                                                | | |

## Persoonlijke records
Bijgewerkt tot en met 27 maart 2011

### Kortebaan
| Afstand          | Tijd    | Datum            | Plaats    |
| ---------------- | ------- | ---------------- | --------- |
| 50m vrije slag   | 23,53   | 11 december 2009 | Istanboel |
| 100m vrije slag  | 51,35   | 11 december 2009 | Istanboel |
| 200m vrije slag  | 1.54,80 | 21 november 2009 | Singapore |
| 50m vlinderslag  | 25,00   | 11 december 2009 | Istanboel |
| 100m vlinderslag | 55,74   | 13 december 2009 | Istanboel |
| 200m vlinderslag | 2.09,98 | 7 december 2006  | Helsinki  |

### Langebaan
| Afstand          | Tijd    | Datum         | Plaats    |
| ---------------- | ------- | ------------- | --------- |
| 50m vrije slag   | 24,42   | 16 maart 2012 | Amsterdam |
| 100m vrije slag  | 53,61   | 26 juli 2009  | Rome      |
| 200m vrije slag  | 1.57,00 | 28 juli 2009  | Rome      |
| 50m vlinderslag  | 25,50   | 14 juni 2014  | Rome      |
| 100m vlinderslag | 57,32   | 11 juli 2014  | Dordrecht |